# Olivia Domini
Olivia Domini is een Surinaams bestuurder. Sinds 2020 is ze districtscommissaris van Marowijne-Zuidwest.

## Biografie
Olivia Domini was in de periode tot 2020 ondervoorzitter van de districtsraad van Marowijne. Rond 12 augustus 2020 kwam haar naam naar buiten als een van de aanstaande districtscommissarissen en op 25 augustus 2020 werd ze samen met de nieuwe lichting geïnstalleerd, met voor haar de standplaats Moengo als bestuurscentrum van Marowijne-Zuidwest.
Naar eigen zeggen was de administratie een warboel en zou er een grote schuld zijn achtergebleven aan benzinestations. Haar voorgangster Kenya Pansa ontkende schulden te hebben achtergelaten. Sinds haar aantreden gaf ze meerdere keren aan onvoldoende middelen te hebben om haar taken uit te kunnen voeren. In december 2021 liet ze de salarissen blokkeren van ambtenaren die gedurende lange tijd niet meer op het werk waren verschenen.